# ورزشگاه بابا یارا
ورزشگاه بابا یارا (به لاتین: Baba Yara Stadium) یک ورزشگاه فوتبال در غنا است که در کوماسی واقع شده‌است.